# Sinispa
Sinispa là một chi bọ cánh cứng trong họ Chrysomelidae.
Chi này được miêu tả khoa học năm 1940 bởi Uhmann.

## Các loài
Các loài trong chi này gồm:
- Sinispa tayana (Gressitt, 1939)
- Sinispa yunnana (Uhmann, 1940)